# 卢志民
卢志民（1949年—），吉林四平人，汉族，中华人民共和国政治人物、全国人民代表大会吉林地区代表。
毕业于吉林省委党校党政专业，加入中国共产党。担任红嘴集团总裁。2008年起担任全国人大代表。2013年，被选为全国人大代表。